# Bezirksamt Walldürn
Das Bezirksamt Walldürn, zunächst Amt Walldürn, dann bis 1813 Justizamt Walldürn, war eine von 1807 bis 1872 bestehende Verwaltungseinheit im Norden des Landes Baden mit Sitz in Walldürn. Nach mehreren Verwaltungsreformen liegt sein Gebiet seit 1973 mehrheitlich im  baden-württembergischen Neckar-Odenwald-Kreis.

## Lage

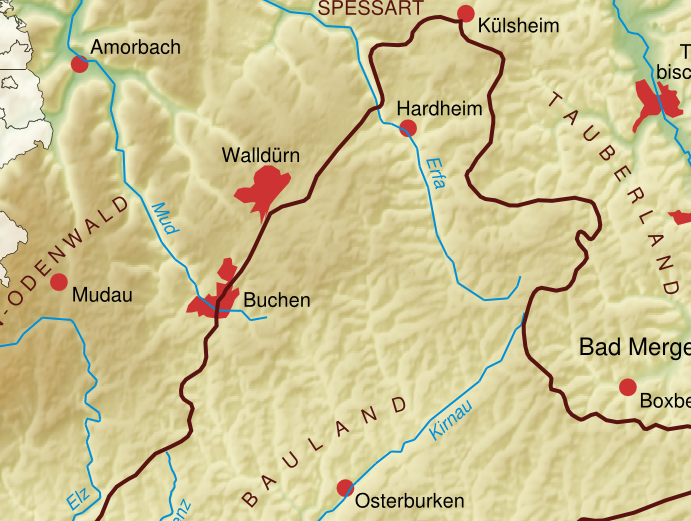
Karte zur Lage des Amtsbezirks

Der Amtsbezirk teilte sich in einen westlichen, im Buntsandstein-Odenwald im Einzugsgebiet des Marsbaches gelegenen Teil; der Osten, rund um die Erfa, zählte zum Bauland.

## Geschichte

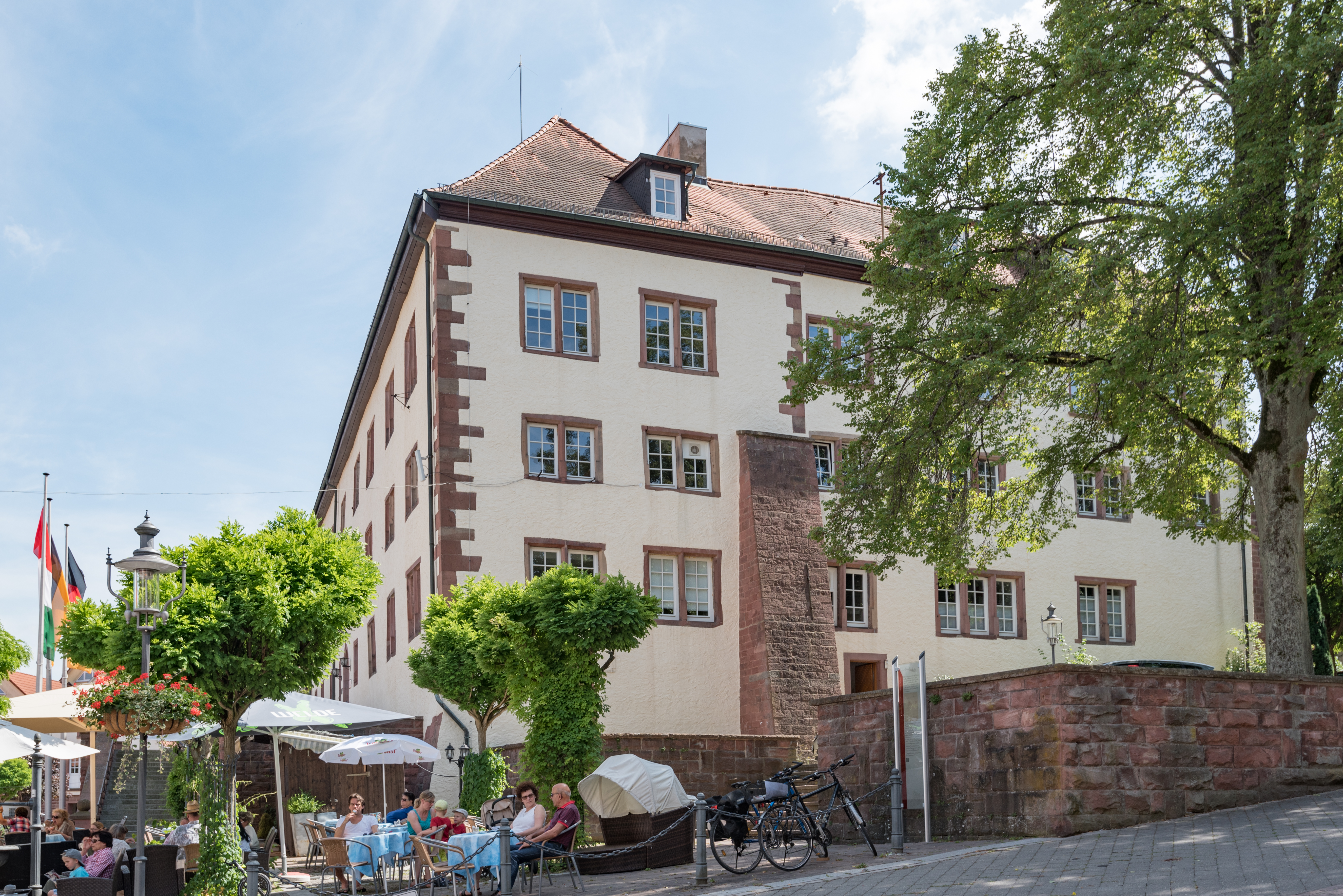
Das Schloss in Walldürn

Das Amt wurde im Sommer 1807 als standesherrlicher Verwaltungsbezirk eingerichtet. Anlass war, dass das Fürstentum Leiningen 1806 durch die Rheinbundakte mediatisiert und dieser Bereich der badischen Landeshoheit unterstellt worden war. Die Orte hatten vor dem Inkrafttreten des Reichsdeputationshauptschlusses 1803 unter kirchlicher Landeshoheit von Kurmainz oder des Hochstifts Würzburg gestanden, die Einwohner waren daher weit überwiegend katholischen Glaubens. Die Stadt Walldürn war Sitz einer kurmainzischen Amtsvogtei gewesen, die dem Oberamt Amorbach unterstellt war.
Im Dezember 1807 kam es zu einer ersten Veränderung der Struktur: das Bezirksamt wurde in die zwei als Justizämter bezeichneten Ämter Walldürn und Hardheim zerlegt. Die Zuordnung folgte teilweise den Verhältnissen vor 1803, die mainzischen Orte und die des würzburgischen Amtes Ripperg blieben bei Walldürn, die des würzburgischen Amtes Hardheim bildeten eine separate Einheit. Zugleich wurde mit den Landvogteien eine neue Oberbehörde als Zwischenebene eingeführt, Walldürn wurde der Landvogtei Miltenberg zugeordnet. 1813 wurden die Ämter Walldürn und Hardheim erneut zusammengeführt. Zuständig wurde jetzt das neu geschaffene Kriminalamt Tauberbischofsheim.
Sitz der Verwaltung war das Schloss in Walldürn. Im Zuge der Trennung der Rechtsprechung von der Verwaltung 1857 wurde Walldürn Sitz eines Amtsgerichts.
1872 wurden sowohl das Bezirksamt als auch das Amtsgericht aufgelöst, die Gemeinden auf drei benachbarte Bezirke verteilt.

## Orte und Einwohner

### 1825
Zum Zeitpunkt seiner Entstehung im Juli 1807 umfasste das Amt Walldürn diese Orte:: Bretzingen, Birkfeldhof, Dornberg, Erfeld, Gerolzahn, Glashofen, Gottersdorf, Kummershof, Gerichtstetten (teilweise), Hardheim, Höpfingen, Hambrunn, Hornbach, Hainstadt, Hoffeld, Kaltenbrunn, Kudach, Neusaß, Pülfringen, Rinschheim, Reinhardsachsen, Rüdental, Rippberg, Schweinberg, Steinfurt, Schlempertshof, Vollmersdorf, Wettersdorf, Waldstetten (teilweise) und Walldürn.
Mit dem Grenzvertrag zwischen Baden und Hessen von 1810 wurde Hambrunn, gemeinsam mit dem angrenzenden Amt Amorbach, an das Großherzogtum Hessen abgetreten.
Zeitgleich mit der Vereinigung der Justizämter Walldürn und Hardheim 1813 wurden einzelne Orte anderweitig zugeteilt, dafür kamen der noch fehlende Teil von Waldstetten, der grundherrschaftliche Ort Hettigenbeuern, vom Justizamt Gerichtstetten Buch am Ahorn und Schwarzenbrunn sowie vom Justizamt Wertheim Rütschdorf und Breitenau hinzu, außerdem Gerichtstetten jetzt als Ganzes.
1825 wird von diesen Ortschaften und Einwohnerzahlen berichtet:
Als Standesherr Fürst zu Leiningen:
- Walldürn: 2451
  - Walldürner Mühle: 43
  - Ziegelhütte: 6
- Bretzingen: 646
- Dornberg: 116
- Erfeld: 351
  - Erfelder Mühle: 11
- Gerolzahn: 106
  - Neusaß: 49
  - Kummershof: 7
- Glashofen: 165
- Gottersdorf: 108
- Hardheim: 1665
  - Rüdental 160
  - Steinfurt: 161
- Groß- und Klein Hornbach: 103
- Höpfingen: 893
  - Schlempertshof: 29
- Kaltenbrunn: 76
  - Spelzenmühle: 16
- Pülfringen: 517
  - Birkenfeld: 39
- Reinhardsachsen: 145
- Rippberg: 430
  - Lindenmühle: 16
- Schweinberg: 776
  - Schweinberghöfe und Hoffeld: 34
- Vollmersdorf: 65
- Wettersdorf: 112

Als Standesherr Fürst zu Löwenstein-Wertheim:
- Breitenau: 11
- Rütschdorf: 80
- Buch am Ahorn: 309
- Schwarzenbrunn: 59
- Gerichtstetten: 657

Als grundherrschaftliche Orte:
- Hettigenbeuern: 235 (Gh: Berlichingen)
- Waldstetten: 666 (Gh: Fürstlich Leiningen und Rüdt von Collenberg-Eberstadt je zur Hälfte)

### 1864
Im Oktober 1840 kam es zu einigen Änderungen: vom Bezirksamt Buchen kamen Altheim mit Dörntal, Helmstheim und Kudach hinzu, dafür gingen Buch am Ahorn und Schwarzenbrunn an das Bezirksamt Gerlachsheim und Rütschdorf mit Breitenau zum Bezirksamt Wertheim. Die Abtretungen an Gerlachsheim und Wertheim wurden 1849 rückgängig gemacht, außerdem wechselte Hundheim vom Bezirksamt Tauberbischofsheim zu Walldürn. 1851 schied Buch am Ahorn erneut aus und kam zu Tauberbischofsheim.
1864 lebten im Amtsbezirk 14.447 Menschen. Sie verteilten sich auf 22 Gemeinden:
- Altheim: 1.193 Einwohner
- Bretzingen: 691 Einwohner
- Dornberg: 151 Einwohner
- Erfeld: 522 Einwohner
- Gerichtstetten: 783 Einwohner
- Gerolzahn: 205 Einwohner
- Glashofen: 229 Einwohner
- Gottersdorf: 142 Einwohner
- Hardheim: 2.377 Einwohner
- Höpfingen: 1.257 Einwohner
- Hornbach: 197 Einwohner
- Kaltenbrunn: 87 Einwohner
- Pülfringen: 618 Einwohner
- Reinhardsachsen: 142 Einwohner
- Rippberg: 474 Einwohner
- Rütschdorf: 85 Einwohner
- Schwarzenbrunn: 55 Einwohner
- Schweinsberg: 813 Einwohner
- Vollmersdorf: 82 Einwohner
- Waldstetten: 860 Einwohner
- Walldürn: 3.339 Einwohner
- Wettersdorf: 145 Einwohner

Bei der Aufteilung 1872 gingen:
- Altheim, Gerolzahn, Glashofen, Gottersdorf, Hornbach, Kaltenbrunn, Reinhardsachsen, Rippberg, Walldürn und Wettersdorf an das Bezirksamt Buchen.
- Bretzingen, Dornberg, Erfeld, Gerichtstetten, Hardheim, Höpfingen, Pülfringen, Rütschdorf, Schweinsberg, Vollmersdorf und Waldstetten an das Bezirksamt Wertheim.
- Schwarzenbrunn an das Bezirksamt Tauberbischofsheim.

## Weitere Entwicklung
1879 wurden mit Erfeld und Gerichtstetten, die 1874 dem Bezirksamt Tauberbischofsheim zugeteilt worden waren, sowie Bretzingen, Dornberg, Hardheim, Höpfingen, Rütschdorf, Schweinberg, Vollmersdorf und Waldstetten vom Bezirksamt Wertheim zum Bezirksamt Buchen umgesetzt. Somit waren bis auf zwei alle Gemeinden, die zum Zeitpunkt seiner Auflösung 1872 zum Amtsbezirk gezählt hatten, wieder unter einem Dach vereint. Aus dem Bezirksamt ging 1939 der Landkreis Buchen hervor. Bei der Kreisreform 1973 wurde er aufgelöst und zum weit überwiegenden Teil mit denen des Landkreises Mosbach zum Neckar-Odenwald-Kreis zusammengeschlossen. Ebenfalls seit 1973 zählen Schwarzenbrunn und Pülfringen zum Main-Tauber-Kreis.
Das 1810 an Hessen abgetretene Hambrunn kam 1816 zum Königreich Bayern und liegt mittlerweile im Landkreis Miltenberg.

## Übergeordnete Behörden
Die übergeordneten Behörden waren:
- 1807–1809 die Provinz des Unterrheins oder der Badischen Pfalzgrafschaft mit Sitz in Mannheim
- 1809–1832 der Main- und Tauberkreis mit Sitz in Wertheim
- 1832–1864 der Unterrheinkreis mit Sitz in Mannheim
- ab 1864 der Landeskommissärbezirk Mannheim, außerdem gehörten die Gemeinden dem neu gegründeten Kreisverband Mosbach an.

## Leiter der Verwaltung
Die Leitung der Verwaltung, als Amtmann oder Oberamtmann, hatten inne:
- 1806–1812 Johann Rudolf Thiry
- 1812–1814 Michael Anton Ries (als Amtsverwalter)
- 1814–1819 Anton Gabriel Wolff
- bis um 1820 Maximilian Strauß
- 1821–1838 Michael Anton Ries
- 1838–1840 Joseph Rüttinger
- 1840–1842 Melchior Fieser
- 1843–1848 Philipp Bode
- 1849–1858 Philipp Jacob Neff
- 1859–1867 Ludwig von Krutheim
- 1868–1872 Ludwig Hördt